# Týdenní stacionář
Týdenní stacionář je sociální služba, kterou definuje § 47 zákona o sociálních službách. Jde o pobytovou službu. Její náplní je poskytování soustavné péče osobám se sníženou soběstačností, jejichž situace vyžaduje pravidelnou pomoc jiné osoby. Podle zákona o sociálních službách provozují týdenní stacionáře tyto základní činnosti: poskytnutí ubytování, poskytnutí stravy, pomoc při osobní hygieně nebo poskytnutí podmínek pro osobní hygienu, pomoc při zvládání běžných úkonů péče o vlastní osobu, výchovné, vzdělávací a aktivizační činnosti, zprostředkování kontaktu se společenským prostředím, sociálně terapeutické činnosti, pomoc při uplatňování práv, oprávněných zájmů a při obstarávání osobních záležitostí. Tyto činnosti jsou blíže vymezeny v prováděcí vyhlášce Ministerstva práce a sociálních věcí.
Asociace poskytovatelů sociálních služeb ČR registruje 33 týdenních stacionářů.

## Poslání
Týdenní stacionáře pečují během pracovního týdne o osoby, o něž o víkendech a svátcích pečuje jejich rodina. Posláním této služby je umožnit osobám, jejichž situace vyžaduje pravidelnou pomoc jiné osoby, vést pokud možno samostatný život, rozvíjet sociální kontakty a přitom si zachovat rodinné vazby.

## Cílové skupiny
Týdenní stacionáře poskytují své služby osobám všech věkových kategorií s postižením tělesným, mentálním a kombinovaným, ale i osobám chronicky nemocným a duševně nemocným. Některá zařízení se specializují na poskytování péče seniorům.

## Podoba služby
Podoba této služby má jednotný rámec daný zákonem o sociálních službách. Klientům je poskytováno ubytování, strava, pečovatelské služby a často i základní zdravotní péče. Mimo tuto základní péči poskytují stacionáře svým klientům i další služby např. výchovně pedagogické, které umožňují klientům smysluplné využívání volného času a rozvoj jejich osobních kompetencí a dovedností. Náplní těchto služeb jsou různorodé aktivity (např. pletení košíků, práce s papírem, plavání, práce na zahradě, péče o domácí zvířectvo, předčítání, masáže, vycházky atd.)  Dalšími službami jsou terapeutické programy (arteterapie, muzikoterapie, canisterapie, fyzioterapie, ergoterapie, hipoterapie apod.). Nabídka těchto služeb se liší zařízení od zařízení podle cílové skupiny a poslání zřizovatelů stacionářů.

## Kritéria přijetí
Hlavním kritériem přijetí bývá příslušnost k cílové skupině. Mezi další kritéria patří věk klienta, jeho bydliště a aktuální zdravotní stav. Do týdenních stacionářů nebývají přijímáni žadatelé s infekční chorobou, žadatelé, jejichž stav vyžaduje péči ve zdravotnických zařízeních, žadatelé se závislostmi a žadatelé s poruchami chování, jež znemožňují kolektivní soužití.

## Druhy týdenních stacionářů
Mezi týdenními stacionáři najdeme stacionáře, které se úzce specializují na jednu cílovou skupinu, ale i ty, které jich pokrývají víc. Existují i stacionáře poskytující služby všem zmíněným cílovým skupinám.  
- Stacionáře pro osoby s mentálním postižením
- Stacionáře pro osoby s kombinovaným postižením
- Stacionáře pro osoby s mentálním a kombinovaným postižením postižením
- Stacionáře pro osoby s duševním onemocněním
- Stacionáře pro seniory
- Stacionáře pro osoby s tělesným postižením